# Коно (округ)
Ко́но (англ. Kono) — один із 3 округів Східної провінції Сьєрра-Леоне. Адміністративний центр — місто Койду. Округ має державний кордон з Гвінеєю.

## Населення
Населення округу становить 506100 осіб (2015; 335401 у 2004, 389657 в 1985, 328930 в 1974, 167915 в 1963).
У національному відношенні округ має найбільш пістрявий національний склад, але більшість населення становлять представники народу коно, які сповідують іслам та християнство.

## Історія
До громадянської війни 1991—2002 років округ мав населення понад 600 тисяч осіб, більшість з яких під час війни були вимушені стати біженцями і переселитись до інших округів.

## Адміністративний поділ
У адміністративному відношенні округ складається з 14 вождівств та 1 муніципалітет, і прирівняний до вождівства:
| №  | Назва                | Оригінальна назва | Площа, км² | Населення, осіб (2004) | Населення, осіб (2015) | Адміністративний центр |
| -- | -------------------- | ----------------- | ---------- | ---------------------- | ---------------------- | ---------------------- |
| 1  | Ґбане                | Gbane             | 367,8      | 14 813                 | 24 404                 | Нґандоргун             |
| 2  | Ґбане-Кандор         | Gbane Kandor      | 103,7      | 4 163                  | 11 903                 | Коарду                 |
| 3  | Ґбенсе               | Gbense            | 220,1      | 24 599                 | 15 864                 | Ярду                   |
| 4  | Ґорама-Коно          | Gorama Kono       | 319,3      | 11 643                 | 18 294                 | Канґама                |
| 5  | Камара               | Kamara            | 123,5      | 12 538                 | 19 412                 | Томбоду                |
| 6  | Койду, муніципалітет | Koidu             | -          | 80 025                 | 128 030                | Койду                  |
| 7  | Леї                  | Lei               | 667,2      | 16 452                 | 26 966                 | Сіама                  |
| 8  | Мафіндор             | Mafindor          | 81,5       | 6 801                  | 13 703                 | Камьєндор              |
| 9  | Німікоро             | Nimikoro          | 570,5      | 44 295                 | 61 225                 | Нджаяма                |
| 10 | Німіяма              | Nimiyama          | 358,9      | 26 140                 | 28 168                 | Нджаяма-Севафе         |
| 11 | Сандор               | Sandor            | 1477,8     | 49 971                 | 89 879                 | Каїма                  |
| 12 | Соа                  | Soa               | 525,7      | 21 249                 | 39 250                 | Каїнкорду              |
| 13 | Танкоро              | Tankoro           | 184,0      | 11 014                 | 8 501                  | Нью-Сембегун           |
| 14 | Толі                 | Toli              | 105,9      | 2 607                  | 5 046                  | Кондевакор             |
| 15 | Фіама                | Fiama             | 284,7      | 9 091                  | 15 455                 | Яґбвема                |

## Господарство
Основою економіки округу є видобуток діамантів, це найбільший округ за цим показником. Розвинене також сільське господарство, а саме вирощування рису, кави та какао.
Округ має свою футбольну команду Даймонд-Старс, яка грає у місцевій прем'єр-лізі.
Освіта представлена 10 загальноосвітніми школами.
В окрузі проходили зйомки фільму «Кривавий алмаз» з Леонардо Ді Капріо у головній ролі.

## Персоналі
В окрузі народились такі відомі люди:
- Джонні Пол Корома (1960) — президент Сьєрра-Леоне у 1997-1998 роках
- Самуель Сам-Сумана (1962) — віце-президент Сьєрра-Леоне у 2007-2015 роках
- Франсіс Корома (1975) — футболіст національної збірної Сьєрра-Леоне у 1996—2001 роках
- Комба Йомба (1976) — футболіст національної збірної Сьєрра-Леоне з 1996 року
- Сідіке Мансарай (1980) — футболіст національної збірної Сьєрра-Леоне з 2001 року
- Патрік Бантамой (1986) — футболіст національної збірної Сьєрра-Леоне
- K-Man — відомий в країні музикант, репер-виконавець